# Pahlen (ród)
Pahlen niemiecko-rosyjski ród arystokratyczny (Niemcy bałtyccy z Kurlandii).

## Wybitni przedstawiciele rodu
- Peter Ludwig von der Pahlen (1743-1828) dworzanin, polityk i wojskowy.
- Piotr Pahlen (1778-1864) generał.
- Fiodor Pahlen (1780-1863) dyplomata.